# Burnin' Up
Burnin' Up е песен на американската поп рок група Jonas Brothers, първият сингъл от третия им студиен албум, A Little Bit Longer. Пусната е на 19 юни 2008 официално по Радио Дисни и други радио станции и на 20 юни по iTunes. Сингълът достига №5 в Billboard Hot 100, ставайки първият сингъл на групата в Топ 5 и най-високо класиралата се песен дотогава.

## Информация за песента
Текстът на песента говори за подлудяващо момчетата момиче. То ги кара да се чувстват сякаш „изгарят“ по нея и „потъват в лавата“.
Групата изпълнява песента първо на турнето си "When You Look Me In The Eyes Tour, както и на Игрите на Канал Дисни 2008. Лятното им турне, Burnin Up Tour, кръстено на нея. Включва и рап на бодигарда им, Робърт Фегънс – Големия Роб.
Магазинът на iTunes класира песента на първо място в плейлиста им „Най-доброто от магазина“ на 24 юни, датата на дигиталното издаване.
Ник Джонас заявява, че песента е „за онова момиче – може би е на някакво парти, и чувстваш моменталната връзка, за която и двамата знаете, че е там“.

## Представяне в класации
С големи дигитални продажби, Burnin' Up дебютира в Billboard Hot 100 на пета позиция, най-успешният им сингъл дотогава, и има над 183 000 тегления. Има над 2 000 000 продажби, като по този начин става вторият им мулти платинен албум след SOS.
| Класация                | Най-висока позиция |
| ----------------------- | ------------------ |
| Топ 100 сингли САЩ      | 5                  |
| Топ 20 сингли Норвегия  | 12                 |
| Топ 100 сингли Канада   | 14                 |
| Топ 50 сингли Ирландия  | 21                 |
| Топ 50 сингли Австралия | 31                 |
| Топ 100 сингли Германия | 35                 |
| Топ 75 сингли Австрия   | 39                 |
| Топ 40 сингли Дания     | 39                 |

## Видео клип
Премиерата на видеоклипа е на 21 юни 2008 по Канал Дисни и Ей Би Си след премиерата на Оригиналния филм на Канал Дисни Кемп Рок. В него братята четат примерен сценарий за видеоклип и си представят как биха го изиграли – Ник в ролята на Джеймс Бонд, Джо като пародия Сони Крокет и Кевин – като Кунг Фу мастър. Във видеото участват Селена Гомез, Дейвид Карадин, Робърт Дейви и Дани Трейо. Номинирано е за „Видео на Годината“, но губи от Yo Wanna Piece of Me на Бритни Спиърс.

## Критики
Критикът Джон Тейрангиъл от списание „Тайм“ посочва песента като шестата най-добра за 2008.